# Buchères
Buchères è un comune francese di 1 438 abitanti situato nel dipartimento dell'Aube nella regione del Grand Est.

## Società

### Evoluzione demografica
Abitanti censiti
6